# The Resident (film)
The Resident è un film del 2011 diretto da Antti Jokinen.
Pellicola thriller la cui regista finlandese, Antti Jokinen, è al suo primo lungometraggio. 

## Trama
Una giovane dottoressa affermata, Juliet, decide di trasferirsi in un loft nel quartiere di Brooklyn. Dopo qualche periodo di permanenza, si accorge di strani suoni e avvenimenti che le faranno capire di non essere la sola in quella casa. Juliet si accorge solo dopo parecchi avvenimenti che il così gentile e distinto padrone di casa, Max, è diventato il suo stalker. Dopo il continuo rifiuto della dottoressa, e la continua insistenza di Max, il tutto si trasformerà in un gioco mortale.

## Produzione
Le riprese sono state effettuate a New York, nel Nuovo Messico e nel New Jersey da maggio a giugno del 2009.

## Distribuzione
È uscito nelle sale cinematografiche il 29 marzo 2011. In Italia è stato distribuito direct-to-video.

## Opere derivate
Nel 2011 la Arrow Publishing, in associazione con la Hammer Film Productions e con la Random House, ha pubblicato la trasposizione letteraria del film, scritta da Francis Cottam.